# Фонд серболужицкого народа
Фонд серболужицкого народа (н.-луж. Załožba za serbski lud, в.-луж. Załožba za serbski lud) — благотворительный и культурный фонд, действующий в Лужице. Целью фонда является сохранение, содействие в распространении лужицких языков, культуры и традиций лужицкого народа. Администрация фонда находится в Сербском доме в Будишине. В Котбусе находится филиал фонда. В городах Кроствиц, Хойерсверда и Шлайфе находятся региональные отделения фонда.
Был основан в 1991 году и в 1998 году получил юридическую самостоятельность. Попечительный совет фонда состоит из 16 членов, среди которых представители лужицкого народа не составляют большинство. Консультативный совет фонда под управлением лужицкого председателя состоит из представителей германского бундестага и ландтагов Саксонии и Брандербурга. Фонд финансируется Федеральным правительством Германии. На 2013 год сумма финансирования составила 8,7 миллионов евро.
Ежегодно 16 октября в день смерти лужицкого писателя Якуба Чишинского Фонд сербского народа награждает премией имени Якуба Чишинского за значительный вклад в сохранение и развитие лужицкой культуры, науки, искусства и лужицких языков. Награждение происходит в цистерцианском монастыре Звезда Марии (Marienstern), который находится в городе Панчицы-Куков.